# Райс (Міннесота)
Райс (англ. Rice) — місто (англ. city) в США, в окрузі Бентон штату Міннесота. Населення — 1975 осіб (2020).

## Географія
Райс розташований за координатами 45°45′28″ пн. ш. 94°14′34″ зх. д. / 45.75778° пн. ш. 94.24278° зх. д. (45.757886, -94.242851).  За даними Бюро перепису населення США в 2010 році місто мало площу 14,78 км², з яких 14,67 км² — суходіл та 0,11 км² — водойми.

## Демографія
Згідно з переписом 2010 року, у місті мешкало 1275 осіб у 462 домогосподарствах у складі 340 родин. Густота населення становила 86 осіб/км².  Було 490 помешкань (33/км²).
Расовий склад населення:
| - 97,3 % — білих - 0,2 % — корінних американців - 0,2 % — чорних або афроамериканців - 0,1 % — азіатів |

До двох чи більше рас належало 1,9 %. Частка іспаномовних становила 0,7 % від усіх жителів.
За віковим діапазоном населення розподілялося таким чином: 32,4 % — особи молодші 18 років, 62,8 % — особи у віці 18—64 років, 4,8 % — особи у віці 65 років та старші. Медіана віку мешканця становила 28,8 року. На 100 осіб жіночої статі у місті припадало 111,4 чоловіків;  на 100 жінок у віці від 18 років та старших — 105,2 чоловіків також старших 18 років.
Середній дохід на одне домашнє господарство  становив 76 260 доларів США (медіана — 70 000), а середній дохід на одну сім'ю — 80 795 доларів (медіана — 75 469). Медіана доходів становила 49 083 долари для чоловіків та 43 514 долари для жінок. За межею бідності перебувало 3,6 % осіб, у тому числі 3,4 % дітей у віці до 18 років та 4,1 % осіб у віці 65 років та старших.
Цивільне працевлаштоване населення становило 895 осіб. Основні галузі зайнятості: освіта, охорона здоров'я та соціальна допомога — 27,5 %, роздрібна торгівля — 12,1 %, будівництво — 11,8 %, виробництво — 11,7 %.